# Cheumatopsyche guerneana
Cheumatopsyche guerneana là một loài Trichoptera trong họ Hydropsychidae. Chúng phân bố ở miền Cổ bắc.